# Valeriana interrupta
Valeriana interrupta là một loài thực vật có hoa trong họ Kim ngân. Loài này được Ruiz & Pav. miêu tả khoa học đầu tiên năm 1798.